# Copicucullia
Copicucullia är ett släkte av fjärilar. Copicucullia ingår i familjen nattflyn.
Kladogram enligt Catalogue of Life:
| Copicucullia | \| \| Copicucullia adopitna \| \| \| \| \| \| Copicucullia antipoda \| \| \| \| \| \| Copicucullia astigma \| \| \| \| \| \| Copicucullia basipuncta \| \| \| \| \| \| Copicucullia bistriga \| \| \| \| \| \| Copicucullia cucullioides \| \| \| \| \| \| Copicucullia eulepis \| \| \| \| \| \| Copicucullia heinrichi \| \| \| \| \| \| Copicucullia incresa \| \| \| \| \| \| Copicucullia jemezensis \| \| \| \| \| \| Copicucullia luteodisca \| \| \| \| \| \| Copicucullia mala \| \| \| \| \| \| Copicucullia mcdunnoughi \| \| \| \| \| \| Copicucullia propinqua \| \| \| \| \| \| Copicucullia ruptifascia \| \| \| \| |
|              | \| \| Copicucullia adopitna \| \| \| \| \| \| Copicucullia antipoda \| \| \| \| \| \| Copicucullia astigma \| \| \| \| \| \| Copicucullia basipuncta \| \| \| \| \| \| Copicucullia bistriga \| \| \| \| \| \| Copicucullia cucullioides \| \| \| \| \| \| Copicucullia eulepis \| \| \| \| \| \| Copicucullia heinrichi \| \| \| \| \| \| Copicucullia incresa \| \| \| \| \| \| Copicucullia jemezensis \| \| \| \| \| \| Copicucullia luteodisca \| \| \| \| \| \| Copicucullia mala \| \| \| \| \| \| Copicucullia mcdunnoughi \| \| \| \| \| \| Copicucullia propinqua \| \| \| \| \| \| Copicucullia ruptifascia \| \| \| \| |
|              | Copicucullia adopitna |
|              | |
|              | Copicucullia antipoda |
|              | |
|              | Copicucullia astigma |
|              | |
|              | Copicucullia basipuncta |
|              | |
|              | Copicucullia bistriga |
|              | |
|              | Copicucullia cucullioides |
|              | |
|              | Copicucullia eulepis |
|              | |
|              | Copicucullia heinrichi |
|              | |
|              | Copicucullia incresa |
|              | |
|              | Copicucullia jemezensis |
|              | |
|              | Copicucullia luteodisca |
|              | |
|              | Copicucullia mala |
|              | |
|              | Copicucullia mcdunnoughi |
|              | |
|              | Copicucullia propinqua |
|              | |
|              | Copicucullia ruptifascia |
|              | |